# پارنال پانتر
پارنال پانتر (به انگلیسی: Parnall_Panther) یک هواگرد ملخ‌پیشین تک‌موتوره از نوع شناسایی ساخت شرکت پارنال است. هواگرد پارنال پانتر نخستین پروازش را در ۱۹۱۷ میلادی انجام داد. این هواگرد در سال ۱۹۱۹ میلادی رسماً معرفی گردید. در مجموع، تعداد ۱۵۵ فروند از این هواگرد ساخته شده‌است.
طراح این هواگرد، Harold Bolas بود.